# Ethnic studies
Ethnic studies eller etniska studier är tvärvetenskapliga studier av rasifierade människor i världen i förhållande till etnicitet. Den utvecklades under andra hälften av 1900-talet, delvis på grund av att de traditionella disciplinerna, såsom antropologi, historia, etnologi, asienstudier och orientalism ansågs ha ett eurocentriskt perspektiv. Ethnic studies utgår i sitt perspektiv från de människor som beskrivs, utifrån deras egna betingelser.